# Domínio do Ceilão
O Domínio do Ceilão (Cingalês: ලංකා ඩොමීනියන් රාජ්‍යය Lanka Dominian Rajyaya), ou simplesmente Ceilão, foi um domínio da Commonwealth entre 1948 e 1972. A colônia do Ceilão Britânico alcançou sua independência do Reino Unido em 1948. Em 1972, o Ceilão tornou-se uma república dentro da Commonwealth e alterou seu nome para Sri Lanka. É um país insular localizado na Ásia Meridional, por volta de 31 km ao sul da Índia.[carece de fontes?]
O país foi um centro da religião e cultura budista desde tempos antigos além de também possuir uma grande e forte presença hinduista. A comunidade cingalesa formava a maior parte da população; os tâmil, concentrados no norte e leste da ilha, eram a maior minoria étnica. Outras comunidades incluiam os moors, burghers, kaffirs, malaios e os indígenas veddas.
Os maiores produtos econômicos e de exportação eram o chá, café, cocos, borracha e canela, todos nativos do país. Depois de mais de dois mil anos de governos formados por reinos locais, partes do Ceilão foram colonizadas por Portugal e os Países Baixos no começo do século XVI, antes do total controle do país ter sido cedido ao Império Britânico em 1815.[carece de fontes?]
O Ceilão serviu como importante base para as forças Aliadas na luta contra o Império do Japão durante a Segunda Guerra Mundial. Um movimento político nacionalista cresceu no país no início do século XX para alcançar uma independência, que foi eventualmente alcançada em 1948 depois de negociações com os britânicos.